# Râul Iuta
Râul Iuta este un curs de apă din județul Caraș-Severin, România, afluent de dreapta al râului Cerna, parte din bazinul hidrografic Dunărea.

## Traseu
Râul Iuta izvorăște din Munții Mehedinți, în partea de sud a județului Caraș-Severin, într-o zonă montană împădurită, caracterizată prin pante abrupte și izvoare permanente. Are un curs scurt, de ordin local, și se varsă în Cerna în apropierea localității Cornereva.

## Caracteristici hidrologice
Iuta este un râu de munte cu debit variabil, influențat de topirea zăpezilor și de precipitațiile abundente din zona montană. Alimentarea este pluvială și nivală. De-a lungul său se înregistrează oscilații sezoniere mari ale debitului, cu posibile creșteri rapide în perioadele ploioase.

## Importanță ecologică
Cursul râului traversează zone naturale cu grad redus de antropizare, fiind inclus în proximitatea Parcului Național Domogled-Valea Cernei. Pădurile de fag, carpen și gorun, precum și fauna sălbatică (urs, lup, cerb, vidră) contribuie la biodiversitatea zonei. Este un habitat important pentru amfibieni și nevertebrate acvatice.

## Turism și accesibilitate
Zona râului Iuta este accesibilă dinspre comuna Cornereva, pe drumuri forestiere sau poteci turistice. Regiunea atrage turiști pasionați de drumeții, speologie și ecoturism, fiind situată în vecinătatea unor trasee montane din Munții Mehedinți și Cerna.

## Hărți
- Harta Munții Mehedinți (web.archive)
- Harta Valea Cernei (web.archive)
- Harta județului Caraș-Severin